# Новачани
Новачани (словац. Nováčany) — село в окрузі Кошиці-околиця Кошицького краю Словаччини. Площа села 17,32 км². Станом на 31 грудня 2016 року в селі проживало 762 жителі.

## Історія
Перші згадки про село датуються 1323 роком.

## Населення
| Рік:            | 1994. | 2004.   | 2014.    | 2024.   |
| --------------- | ----- | ------- | -------- | ------- |
| Кількість осіб: | 631   | 679     | 752      | 758     |
| Різниця:        |       | +7,60 % | +10,75 % | +0,79 % |

| Рік:            | 2023. | 2024.   |
| --------------- | ----- | ------- |
| Кількість осіб: | 761   | 758     |
| Різниця:        |       | -0,39 % |